# USSR International 1985
Die USSR International 1985 im Badminton fanden vom 25. bis zum 27. Oktober 1985 in Moskau statt.

## Sieger und Platzierte
| Disziplin    | Gold                                | Silber                           | Bronze                               |
| ------------ | ----------------------------------- | -------------------------------- | ------------------------------------ |
| Herreneinzel | Syed Modi                           | Andrei Antropow                  | Peter Axelsson                       |
| Herreneinzel | Syed Modi                           | Andrei Antropow                  | Jonas Herrgårdh                      |
| Dameneinzel  | Tatyana Litvinenko                  | Svetlana Belyasova               | Elena Rybkina                        |
| Dameneinzel  | Tatyana Litvinenko                  | Svetlana Belyasova               | Monika Cassens                       |
| Herrendoppel | Thomas Künstler Stefan Frey         | Peter Axelsson Jonas Herrgårdh   | Andrei Antropow Sergey Sevryukov     |
| Herrendoppel | Thomas Künstler Stefan Frey         | Peter Axelsson Jonas Herrgårdh   | Hanson F. Jensen                     |
| Damendoppel  | Svetlana Belyasova Elena Rybkina    | Tatyana Litvinenko Viktoria Pron | Catharina Andersson Lilian Johansson |
| Damendoppel  | Svetlana Belyasova Elena Rybkina    | Tatyana Litvinenko Viktoria Pron | Vlada Belyutina Tatjana Volchek      |
| Mixed        | Sergey Sevryukov Svetlana Belyasova | Stefan Frey Mechtild Hagemann    | Manfred Mellqvist Lilian Johansson   |
| Mixed        | Sergey Sevryukov Svetlana Belyasova | Stefan Frey Mechtild Hagemann    | Stellan Österberg Karolina Ericsson  |

## Finalergebnisse
| Disziplin    | Sieger                              | Finalist                         | Ergebnis          |
| ------------ | ----------------------------------- | -------------------------------- | ----------------- |
| Herreneinzel | Syed Modi                           | Andrei Antropow                  | 15–5, 15–5        |
| Dameneinzel  | Tatyana Litvinenko                  | Svetlana Belyasova               | 11–3, 12–9        |
| Herrendoppel | Thomas Künstler Stefan Frey         | Peter Axelsson Jonas Herrgårdh   | 15–6, 11–15, 15–8 |
| Damendoppel  | Svetlana Belyasova Elena Rybkina    | Tatyana Litvinenko Viktoria Pron | 15–8, 9–15, 15–5  |
| Mixed        | Sergey Sevryukov Svetlana Belyasova | Stefan Frey Mechtild Hagemann    | 15–2, 15–12       |